# Ciències de la religió

Diversos símbols de religions

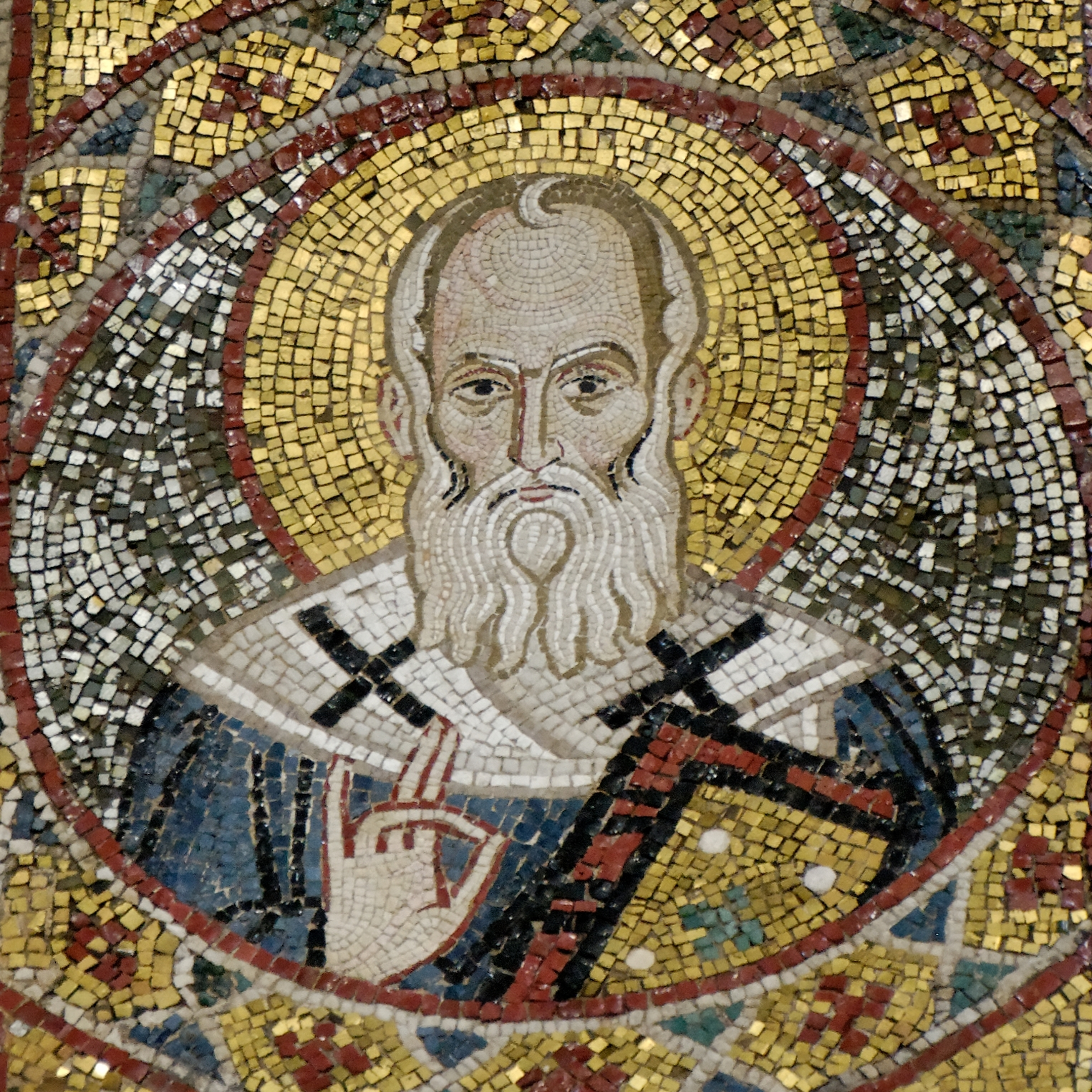
Sant Gregori de Nazianz "el Teòleg", un dels Pares de l'Església orientals, en un mosaic romà d'Orient.

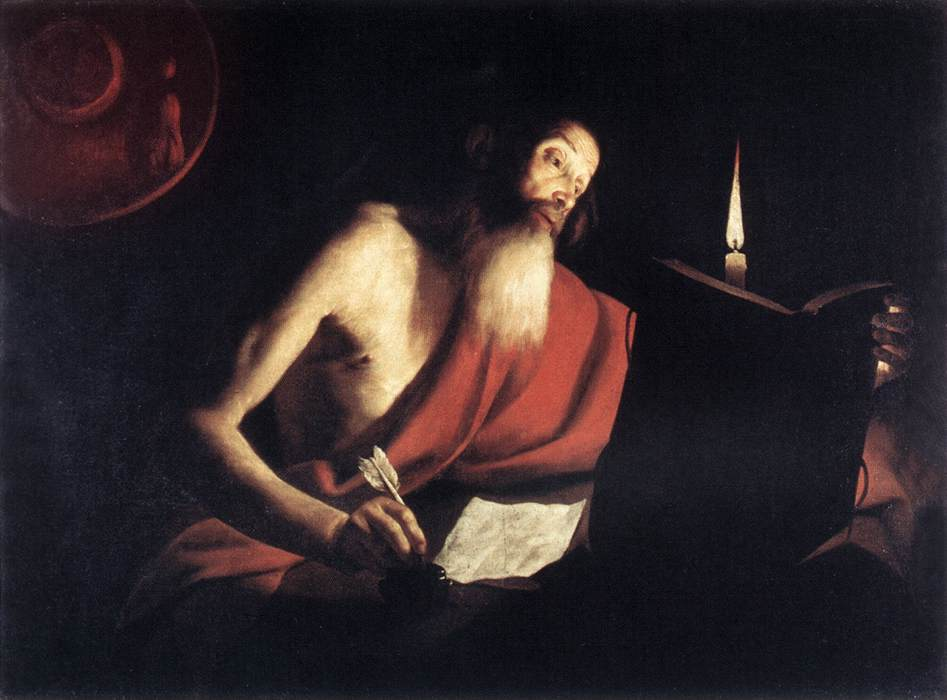
Sant Jerónimo, un dels Pares de l'Església occidentals, traduint la Bíblia al llatí (Vulgata), en un oli de Trophime Bigot.

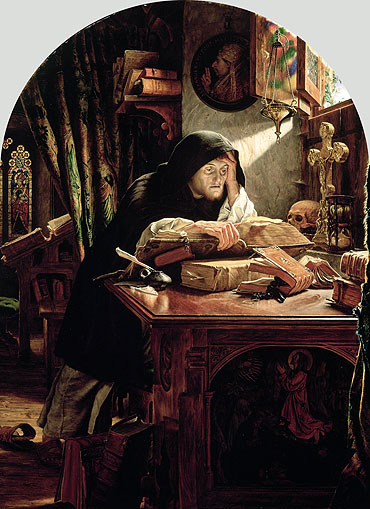
Luter en Erfurt, trobant arguments bíblics per a la doctrina de la justificació per la fe. Oli de Joseph Noel Paton.

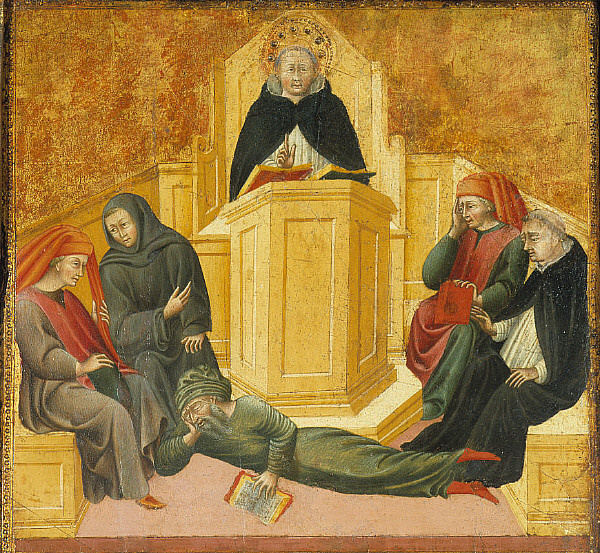
Sant Tomás d'Aquino triomfa sobre un abatut Averroes davant un auditori universitari compost per dos laics i dos religiosos (un amb hàbit de dominico -com el propi Tomás- i un altre franciscà o agustino), en una taula de Giovanni di Paolo

Les ciències de la religió o estudis religiosos es refereixen a l'estudi científic, neutral i multidisciplinari de les religions; abastant els seus mites, ritus, valors, actituds, comportaments, doctrines, creences i institucions. No s'ha de confondre amb l'adoctrinament religiós, formació religiosa, educació religiosa o ensenyament de la religió (estesa al conjunt de la població, especialment durant la infància - catequesi, escola dominical, madrassa -), ni amb la formació dels religiosos o carrera eclesiàstica (restringida al clergat - seminari -).
Tot i que no existeix una definició general sobre el concepte de «religió», s'ha dut a terme l'explicació i la descripció de fenòmens considerats com a religiosos (el «fet religiós»); especialment des d'una perspectiva comparativa, emfatitzant sobretot en el caràcter sistemàtic del seu estudi i la seva fonamentació en fets històrics i altres dades verificables analitzats de forma neutral per arribar a conclusions objectives.
En aquesta òptica, la ciència de la religió és un camp d'estudi marcadament multidisciplinari. Engloba i sistematitza les conclusions de diverses ciències, incloent-hi entre altres la filosofia, la filologia, la història, l'arqueologia, l'antropologia, la sociologia, la psicologia i, molt més recentment, la neurobiologia i altres ciències cognitives.
L'estudi de les ciències de la religió comença a desenvolupar-se de manera sistemàtica al segle xix a Europa, juntament amb el naixement de l'anàlisi filològica-històriques de la Bíblia (alta crítica), així com del de textos hindús i budistes que eren per primera vegada traduïts a llengües europees. Entre els primers investigadors representants d'aquest moviment hi trobem Friedrich Max Müller a Anglaterra i Cornelis Petrus Tiele als Països Baixos.
De les disciplines precursores de les ciències de la religió tal com s'han acabat definint, va destacar l'estudi comparatiu de les religions, de vegades anomenat religió comparada, mitologia comparada o fins i tot teologia comparada (Comparative Religion, 'religió comparativa', expressió poc usada en castellà, és la més usada en l'àmbit anglosaxó). Als Estats Units es va utilitzar també History of Religions, 'història de les religions', en sentit ampli, no limitat als aspectes historiogràfics; tal com es van desenvolupar les tradicions metodològiques de la Universitat de Chicago, en particular per Mircea Eliade, des del final de la dècada dels cinquanta fins als anys vuitanta del segle xx. Actualment, en l'àmbit acadèmic anglosaxó preval l'apel·latiu Religious Studies ('estudis religiosos') mentre que en el francès i l'alemany es emplean les denominacions Science des religions i Religionswissenschaft («ciència de les religions»). Altres expressions similars, com a «ciències de les religions», també tenen ús.
Les ciències de la religió i la teologia es diferencien entre si respecte l'objecte del seu estudi i respecte de l'enfocament de base d'ambdues.
Mentre que disciplines de caràcter científic, les ciències de la religió estudien el fenomen religiós "des de fora", amb la perspectiva que dona la consideració d'un objecte d'estudi des del punt de vista de l'observador, no de l'observat; encara que també considerin necessàriament, per raons metodològiques, la imatge que l'observat té de si mateix "des d'endins" (alternança entre les perspectives emic i etic)
Les ciències de la religió no s'identifiquen amb l'objecte del seu estudi, ni ho justifiquen, ni s'ocupen de ponderar el seu valor intrínsec ni assumeixen com a pròpies les veritats transcendentals d'una o una altra religió. Per contra, s'ocupen de la recerca i sistematització dels aspectes observables de totes les religions per igual, amb referència al seu context històric.
L'investigador científic no té per què ser ateu, i és indiferent que sigui o no creient de les religions que estudia, davant les quals deu desprendre's de tot prejudici, buscant l'objectivitat; i entén que, en bona pràctica científica, qualsevol dada, procés o conclusió obtinguts del seu treball són provisionals i estan sotmesos a falsació. Per a la teologia, per contra, no pot haver-hi contradicció entre la realitat o la lògica i el text sagrat (que per la seva pròpia naturalesa és veritat revelada, i no pot ser fals ni contradictori), la qual cosa es presenta com una evidència a priori. El teòleg és fonamentalment un creient.
Les "teologies" es defineixen respecte una religió en particular, i respecte les divisions internes de cadascuna, fins i tot encara que puguin influir-se mútuament o estar emparentades històricament (teologia judaica, teologia cristiana -teologia catòlica, teologia ortodoxa, teologia protestant, teologia luterana, teologia calvinista-, teologia islàmica -teologia sunnita, teologia xiïta-, teologia budista, teologia hinduista, teologia sintoísta). Dins d'un determinat marc teològic es formen especialistes (sacerdots, pastors, teòrics laics, professors d'una religió en particular, predicadores, etc.) Per a les ciències de la religió, aquests són al seu torn objectes d'estudi mentre que actors o difusores d'una creença particular.
La diferència no radica tan sols en el gran objecte d'estudi, respecte del com existeixen superposicions, sinó també quant a una actitud inicial diferent: per al científic de la religió, cada religió no és més que una religió entre tantes altres. Però, per a un teòleg d'aquesta religió, l'anàlisi d'una qüestió religiosa problemàtica ha de fer-se des de la perspectiva pròpia enfront de l'aliena (el "nosaltres" enfront de "els altres" -identitat i alteridad-), partint d'un pressupost irrenunciable: que els fonaments i conclusions de la seva pròpia religió són els veritables, i que fins i tot, en alguns casos, quan es fixen com a dogmes, estan fora de tota discussió, controvèrsia o reexamen, sent únicament objecte d'una possible defensa o apologètica. Que un teòleg tingui una crisi de fe, que li porti fins i tot a canviar de religió, o a fundar una nova, no depèn d'un procés racional, sinó vivencial; és un esdeveniment espiritual, no científic; i suposa un cisma, no un canvi de paradigma. El lloc propi de la teologia és l'Església com a comunitat de fe (cristiandat, umma), i d'això es deriva que l'Església ha de poder establir de forma autoritzada criteris per a la reflexió teològica, tant si són rígids com si són oberts (magisteri de l'Església, sacerdoci universal i lliure interpretació de la Bíblia, etc.) Tals postures comporten necessàriament implicacions metodològiques diferents, però qualsevol d'elles, fins i tot la del ecumenismo, és també radicalment divergent al de les ciències de la religió, que no només considera totes les religions en un peu d'igualtat, sinó que no es vincula a elles. Fins i tot encara que els estudis teològics no excloguin els mètodes científics, el fet que la seva ocupació es vinculi indissociablement al cos doctrinario d'una professió de fe en particular, fa que la cientificidad de la teologia sigui, per a ella mateixa, un tret merament instrumental, no essencial (philosophia ancilla theologiae -"la filosofia és esclava de la teologia"-).

## Ciències de la religió i filosofia de la religió

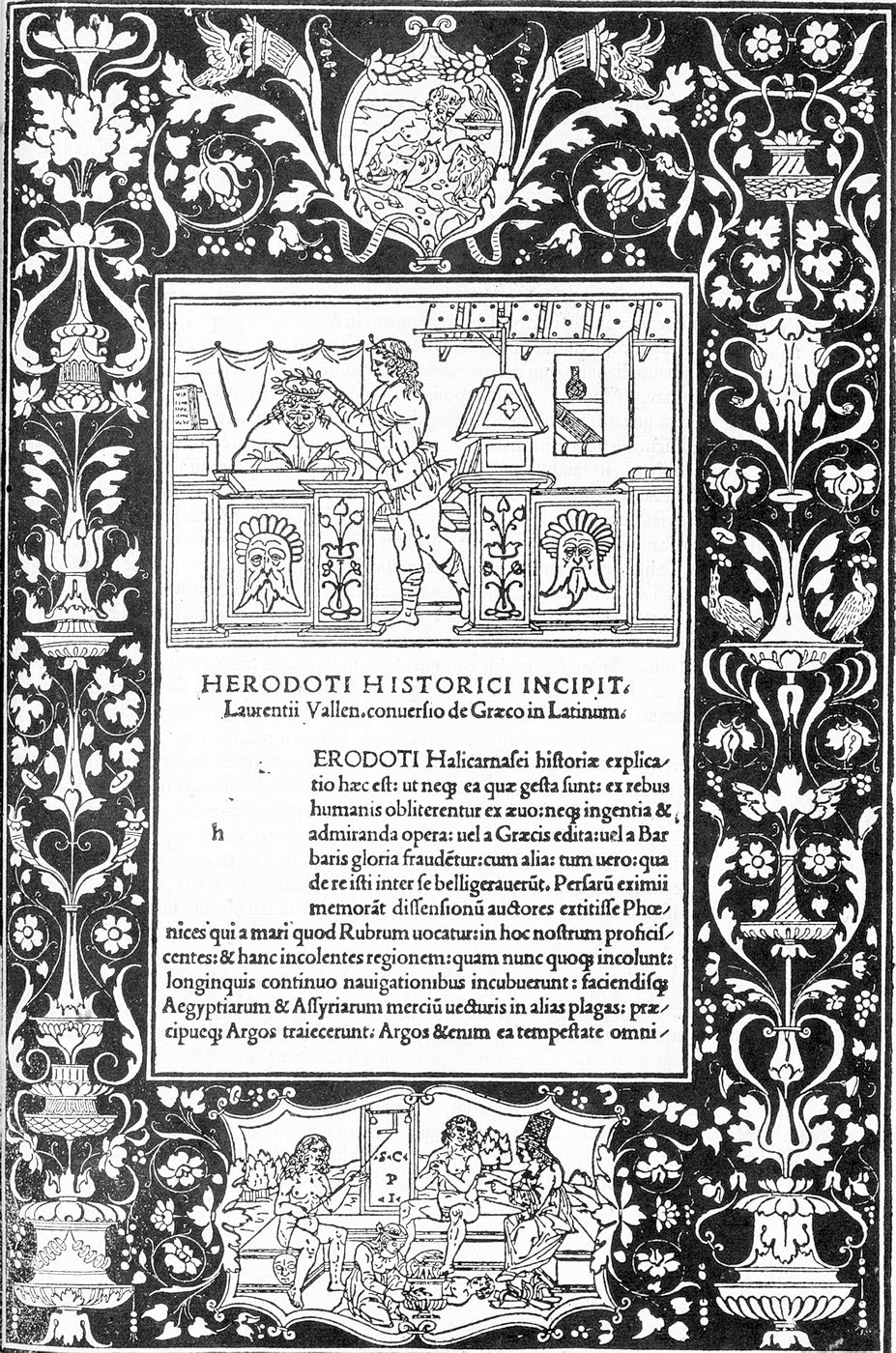
Edició llatina de de l'obra d'Heròdot Històries. Referint-se a el temple de Marduk a Babilònia, diu: Aquest temple, que encara durava en els meus dies, és quadrat i cadascun dels seus costats té dos estadis. Enmig d'ell es va fabricada una torre massissa que té un estadi d'altura i un altre de gruix. Sobre aquesta s'aixeca una altra segona, després una altra tercera, i així successivament fins a arribar a el nombre de vuit torres. Al voltant de totes elles hi ha una escala per la part exterior, ia la meitat de les escales un replà amb seients, on poden descansar els que pugen. En l'última torre es troba una capella, i dins d'ella un gran llit magníficament disposada, i al seu costat una taula d'or. No es veu allà estàtua cap, i ningú pot quedar-se de nit, fora d'una sola dona, filla d'el país, a qui entre totes escull el Déu, segons refereixen els caldeus, que són els seus sacerdots. Diuen també els caldeus (encara que jo no els dono crèdit) que ve a la nit el Déu i la passa dormint en aquell llit, de la mateixa manera que succeeix en Tebas de l'Egipte, com ens expliquen els egipcis, en on dorm una dona en el temple de Júpiter tebano. En ambdues parts asseguren que aquelles dones no hi tenen comunicació amb cap home. També passa el mateix en Pàtara de la Licia, on la sacerdotessa, tot el temps que hi resideix l'oracle, queda a la nit tancada al temple.

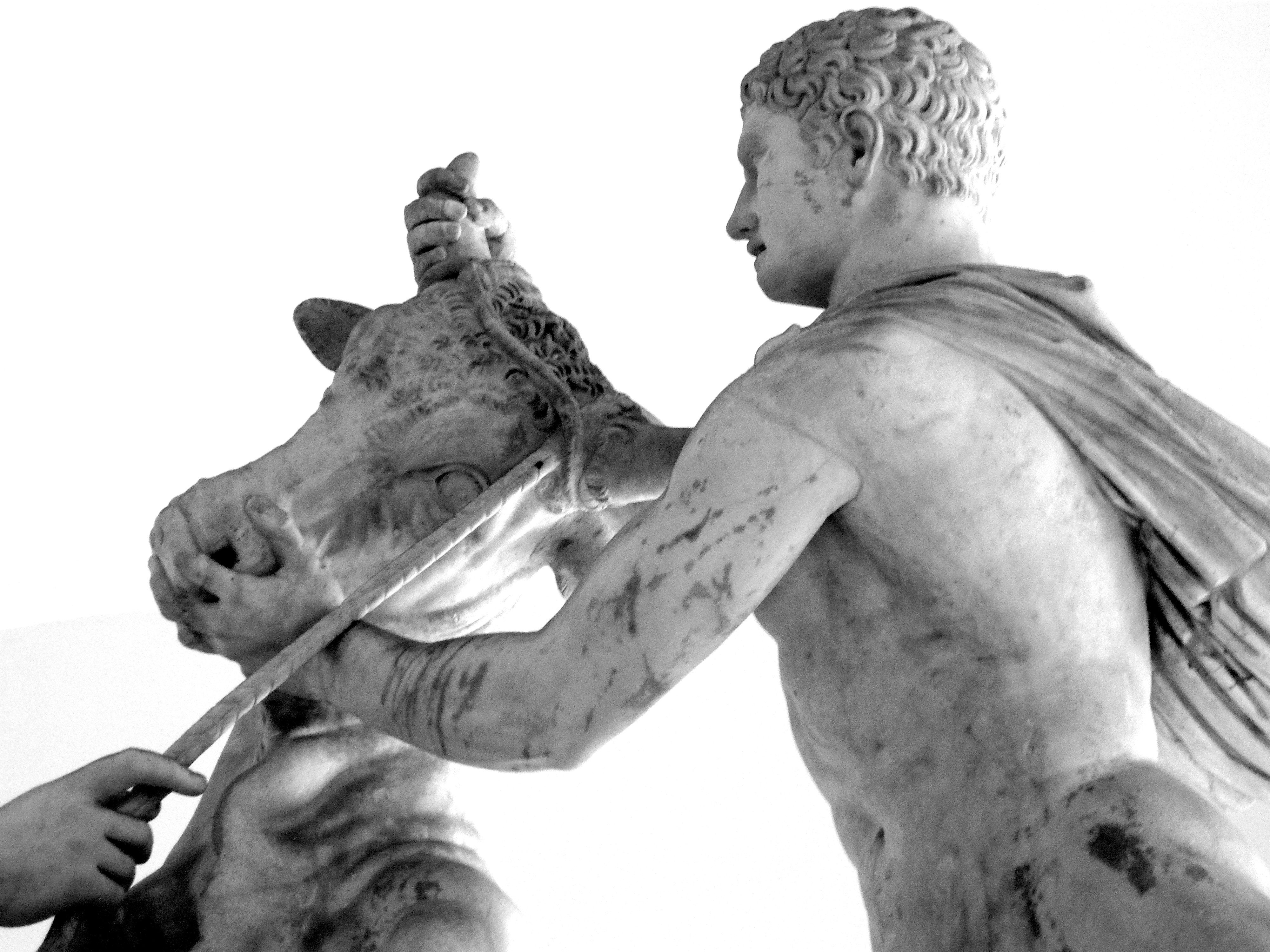
Camusos, negres: així veuen els etíops als seus déus. / D'ulls blaus i rossos: així veuen als seus déus els tracios. / Però si els bous i els cavalls i lleons tinguessin mans, / mans com les persones, per dibuixar, per pintar, per crear una obra d'art, / llavors els cavalls pintarien als déus semblants als cavalls, els bous / semblants a bous, i a partir de les seves figures crearien / les formes dels cossos divins segons la seva pròpia imatge: cadascun segons la seva. Jenófanes, Fragments 15 i 16. La il·lustració és un detall del Toro Farnese, escultura hel·lenística.

## Antecedents històrics
La consideració de la religió com un objecte d'estudi, i la perspectiva comparativa de diferents religions es remunta almenys a la Grècia arcaica (Jenófanes, Hecateo de Milet -segle VI a. C.-) i clàssica (Heródoto -segle V a. C.-).
Entre els romans, Ciceró va analitzar el fenomen religiós en De natura deorum ("Sobre la naturalesa dels déus", 45 a. C.) des d'una perspectiva més filosòfica que científica (una crítica al epicureismo).

En l'Edat mitjana, investigadors islàmics van estudiar les creences i pràctiques religioses zoroastriananas, jueves i cristianes. La primera història de les religions que es coneix és el monumental Kitab a el–Milal wa al-Nihal ("El Llibre dels credos i les sectes") de Muhammad al-Shahrastani (1127). En la cristiandat llatina Pedro el Venerable (abat de Cluny en la primera meitat del segle xii) es va interessar per l'estudi de l'islam i va encarregar una traducció llatina de l'Alcorà.

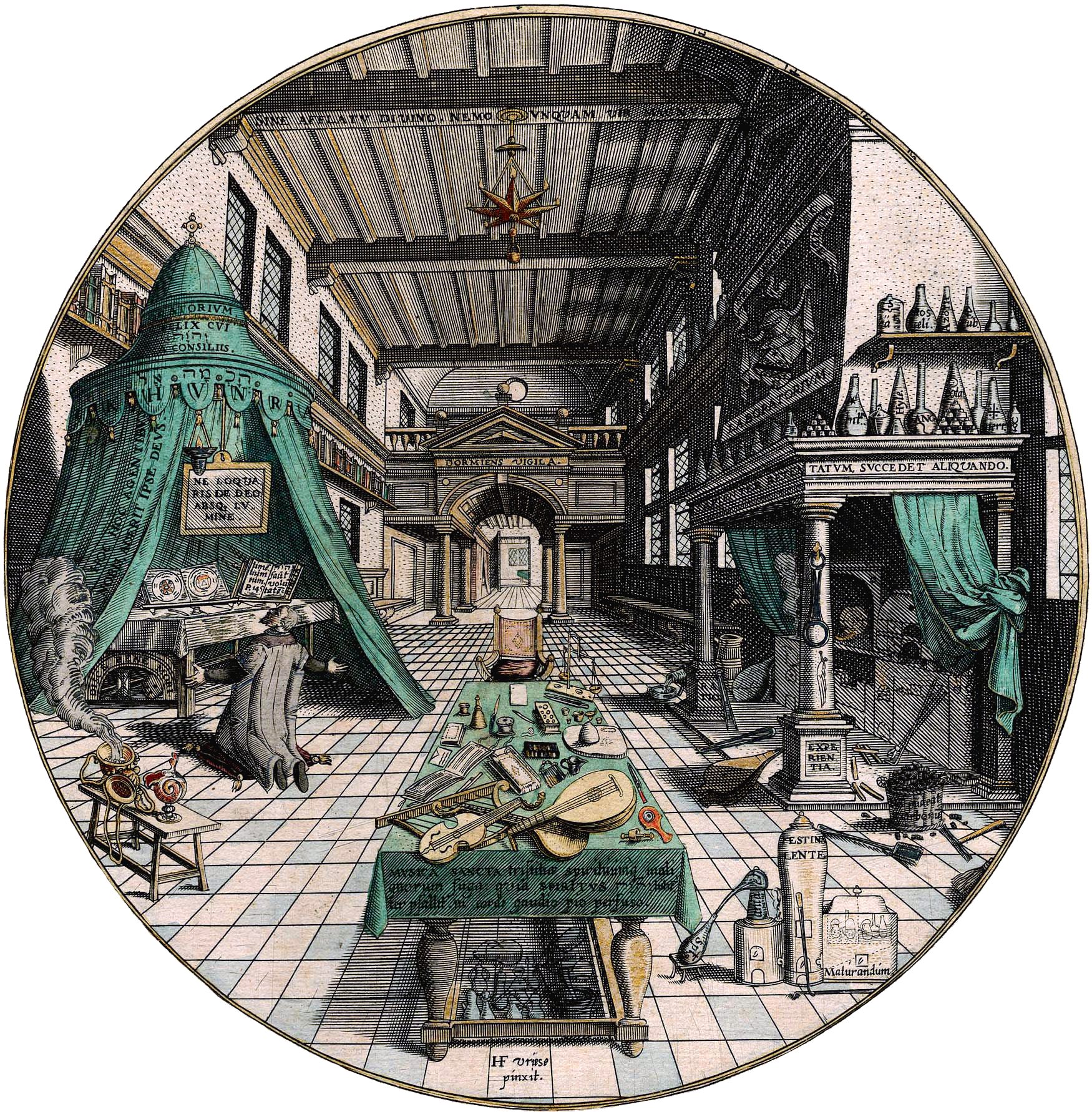
El laboratori de l'alquimista. En la biga del sostre es troba la inscripció: SINE AFFLATU DIVÍ, NEMO VNQUAM VIR MAGNUS ("sense inspiració divina, no hi ha home gran"), cita de De natura deorum de Ciceró.
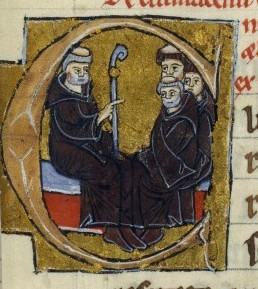
Pedro el Venerable instrueix als seus monjos, en la miniatura d'una lletra capitular.
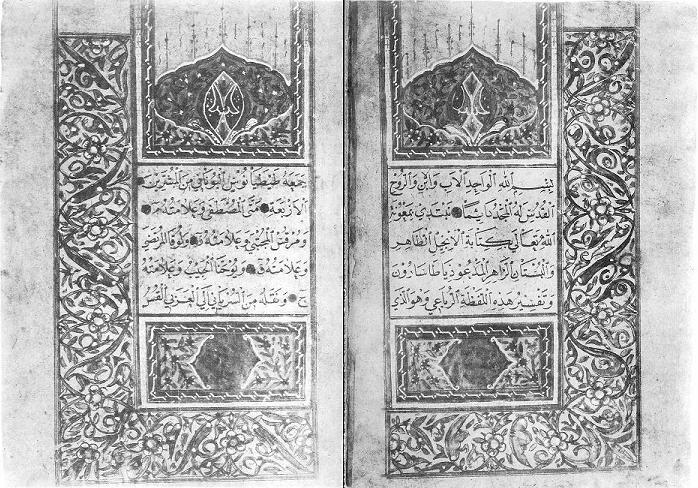
Traducció de l'siríac a l'àrab de l' Diatessaron de Tacià. Abul Faraj A l'Tayyeb, segle xi.

## La religió en les ciències socials entre els seglesxixixx
L'estudi de les religions mentre que disciplina acadèmica autònoma és relativament recent, i la seva major extensió no es va produir fins als anys 1960 als Estats Units, amb la presència destacada de Mircea Eliade a la Universitat de Chicago (1957-1986), que va definir el concepte del numinoso. El moviment va ser afavorit pel creixent interès que suscitaven a Occident les religions no cristianes, que provenia de l'exotisme i orientalisme propis del romanticisme del segle xix i es va intensificar des del primer terç del segle XX amb la crisi de valors produïda per la revolució relativista, la Primera Guerra Mundial, els nous moviments sociopolítics (totalitarismes soviètic i feixista), la crisi de 1929 i la pèrdua de confiança en la idea de progrés. Històricament, va estar precedit per la convergència entre els treballs erudits de filòlegs, investigadors de diferents ciències socials i els específicament dedicats a la religió, que es va produir al llarg del segle xix.
Les primeres càtedres universitàries on va començar a estudiar-se la religió sota un angle científic van ser establertes a partir de l'última cambra del segle xix. Max Müller va ser el primer professor d'estudi comparatiu de les religions a la Universitat d'Oxford, en una càtedra creada especialment per a ell, primer amb la denominació de Comparative Philology ("filologia comparada") i després amb la de Comparative Theology ("teologia comparada", 1868-1875). La seva obra més transcendental va ser un vast projecte d'edició crítica de fonts, que es va continuar després de la seva mort: The sacred books of the East ("Els llibres sagrats d'Orient", 1879-1910). La seva conferència Gifford de 1888 sobre Science of religion ("ciència de la religió") va suscitar un sonat escàndol intel·lectual i religiós.
Quan, l'1 d'octubre de 1877, el govern holandès va substituir la càtedra de Teologia de l'Estat per la de Ciència de les Religions, Cornelis Petrus Tiele va ocupar aquest lloc. Tiele va proposar partionar la història de les religions (que buscaria l'evolució) de l'àmbit que defineix com hierología ("ciència del sagrat", que buscaria l'essència del religiós).
A Alemanya es va conformar una disciplina institucionalment autònoma des de 1912 amb la fundació del Religionswissenschaftliches Institut ("Institut científic de les religions") a la Universitat de Leipzig, dirigit pel suec Nathan Söderblom fins a 1914 (posteriorment se li va atorgar el Premi Nobel de la Pau).

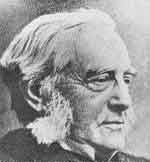
Max Müller.
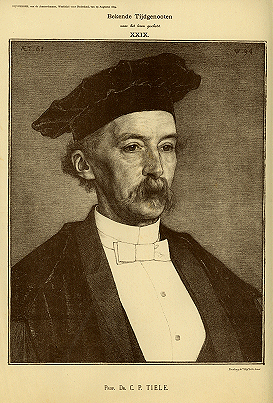
Cornelis Tiele.
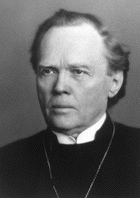
Nathan Söderblom.
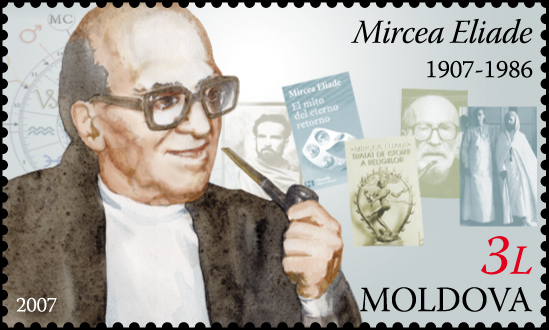
Mircea Eliade.

Abans que els Religious Studies ("estudis religiosos") s'instauressin com a disciplina acadèmica, moltes figures intel·lectuals claus de les naixents ciències socials van explorar les religions des de les més variades perspectives. Marx va analitzar la religió des del punt de vista de la seva interpretació de la història. Freud va fer el propi des de la psicoanàlisi. Frazer va intentar definir els elements antropològics comuns de les creences religioses i el concepte del màgic en The Golden Bough: A Study in Magic and Religion ("La branca daurada: Un estudi sobre màgia i religió", 1890-1915). William James va publicar la seva conferència Gifford de 1902 amb el títol The Varieties of Religious Experience ("Les varietats de l'experiència religiosa"), on va examinar la religió des d'un angle psico-filosòfic; i en el seu assaig The will to believe ("El desig de creure") defiendía la racionalitat de la fe. Max Weber, un dels fundadors de la sociologia com a ciència, va estudiar la religió des d'una perspectiva sociològic-econòmica en Die protestantische Ethik und der 'Geist' des Kapitalismus ("L'ètica protestant i l'esperit del capitalisme", 1904). Émile Durkheim, un altre dels fundadors de la disciplina, va explorar les actituds i doctrines protestants i catòliques respecte al suïcidi en Li Suïcidi ("El suïcidi", 1897); i en 1912 va publicar la seva obra mestra Els Formis élémentaires de la vie religieuse ("Les formes elementals de la vida religiosa").

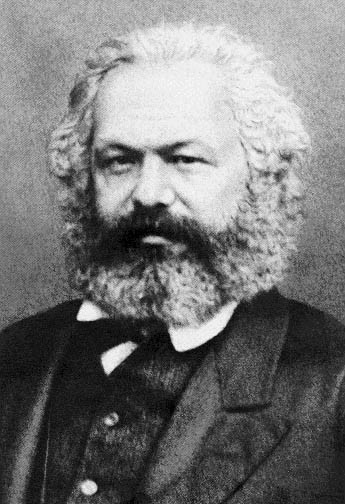
Karl Marx.
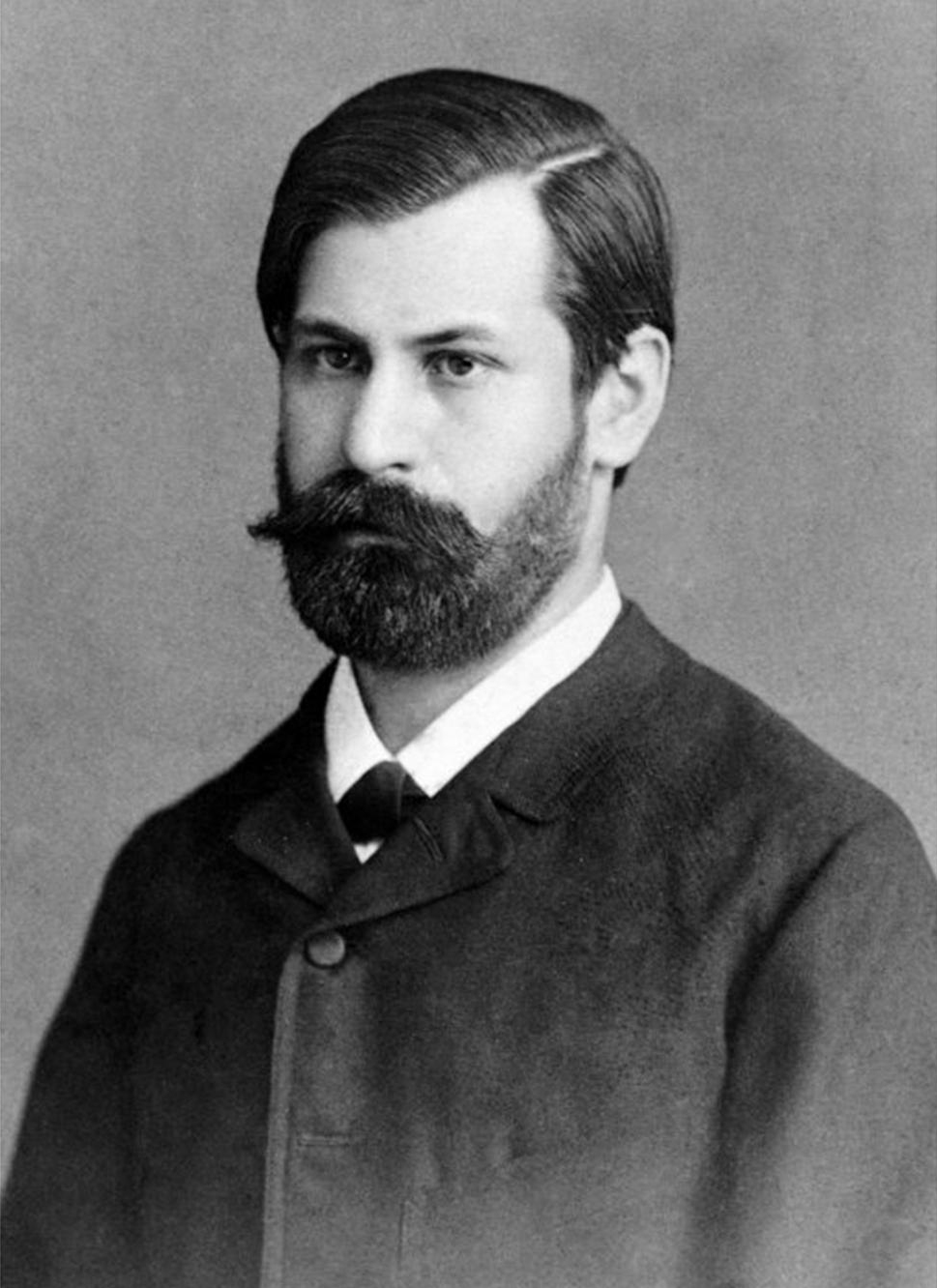
Sigmund Freud.
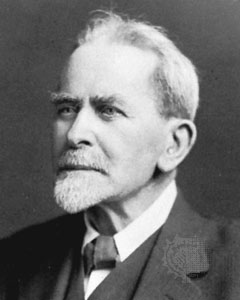
James Frazer.
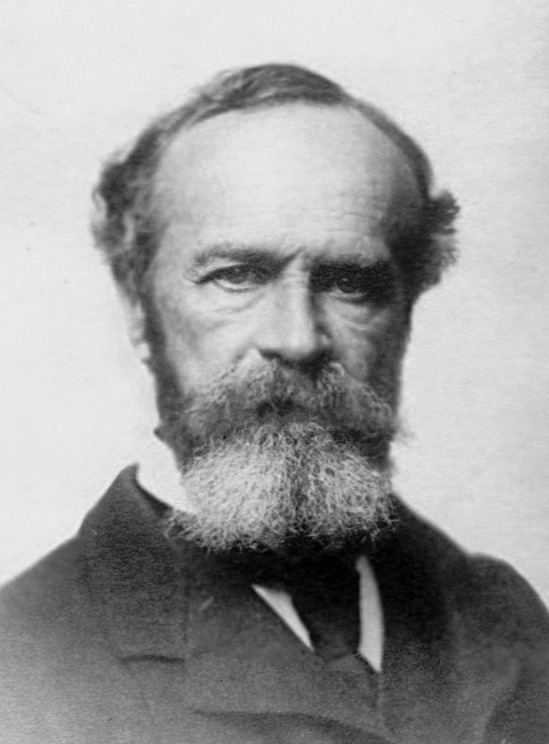
William James.
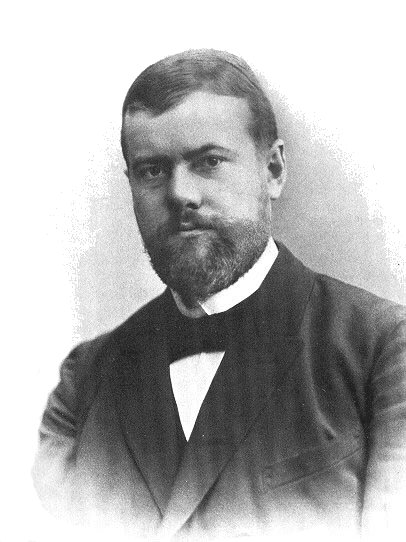
Max Weber.
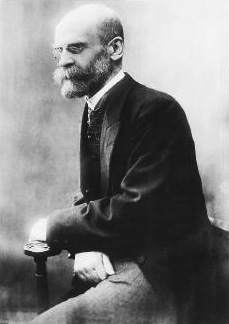
Émile Durkheim.

### Història de la religió
La història de les religions abasta les recerques sobre la historicitat de personatges i esdeveniments religiosos i en aquest aspecte es troba al seu torn alimentada pels descobriments arqueològics. S'ocupa a més dels aspectes quantitatius lligats a l'evolució de les religions i de la història de les doctrines i problemes doctrinals. Però no li concerneixen les qüestions teològiques considerades en si mateixes, més enllà de la seva possible significació i impacte històric.

## Obres i fonts a la xarxa
- Studying Religion: An Introduction
- What is the Academic Study of Religion? A Student's Perspective.
- The Will to Believe.
- Buddhism's Other Option.
- Dalai Lama enlists science in quest for 'a happy mind'.
- God on the Brain - transcript.
- Functionalism
- Partridge, Chris. The Academic Study of Religion Arxivat 2006-10-07 a Wayback Machine.
- O.S. Hinduism Studies: A Question of Shoddy Scholarship
- Biases in Hinduism studies
- Karl Marx Tesi sobre Feuebach (1845), i El Capital (1867)[1]
- James Frazer, The Golden Bough (1890)
- William James, The Varieties of Religious Experience (1902)
- Max Weber, L'ètica protestant i l'esperit del capitalisme (1905)
- Émile Durkheim, Les formes elementals de la vida religiosa (1912)
- Sigmund Freud, Totem and Taboo (1913), The Future of an Illusion (1927)
- Rudolf Otto, The Idea of the Holy (1917)
- Carl Jung, Psychology and Religion: West and East (1938)
- Joseph Campbell, The Hero With a Thousand Faces (1949), The Power of Myth (1988)
- Alan Watts, Myth and Ritual in Christianity (1953)
- Mircea Eliade, The Sacred and the Profane (1957)
- Huston Smith, The Religions of Man (1958) (retitulat The World's Religions en l'edició de 1991)
- Clifford Geertz, The Religion of Java (1960)
- Wilfred Cantwell Smith, The Meaning and End of Religion (1962)
- I.I. Evans-Pritchard, Theories of Primitive Religion (1965)
- Peter L. Berger, El dosel sagrat (1967)
- Ninian Smart, The Religious Experience of Mankind (1969) (retitulado The Religious Experience en l'edició de 1991)
- Victor Turner, The Ritual Process (1969)
- Jonathan Z. Smith, Map is not Territory: Studies in the History of Religions (1978)
- Talal Rostiu, Genealogies of Religion: Discipline and Reasons of Power in Christianity and Islam (1993)